# Francis Coquelin
Francis Coquelin (Laval, 13 de maio de 1991) é um futebolista francês que atua como volante. Atualmente, joga no Nantes.

## Carreira
Considerado uma das grandes promessas da nova geração francesa, estreou pelas categorias de base dos bleus pouco depois de completar 16 anos.[carece de fontes?]

## Títulos
Arsenal
- Copa da Inglaterra: 2014–15, 2016–17
- Supercopa da Inglaterra: 2015

Valencia
- Copa do Rei: 2018–19

Villarreal
- Liga Europa: 2020–21